# La danza del cementerio
La danza del cementerio es una novela de Douglas Preston y Lincoln Child publicada en 2009 por Grand Central Publishing y en España por Plaza y Janes. Es la novena aventura en la que aparece el agente Pendergast. Antes de editarse tuvo el título provisional en inglés de Revenant.  A diferencia de otros libros de Pendergast, esta no está inscrita en ninguna trilogía.

## Argumento
El libro comienza con una tragedia para los dos personajes ya vistos en Los asesinatos de Manhattan: tras celebrar su primer aniversario de boda, William Smithback, el reportero del NY Times y su esposa Nora Kelly, la arqueóloga, son brutalmente atacados por lo que parece un vecino demente y William muere.
D'Agosta, el detective amigo de Pendergast, lleva la investigación y descubre que el asesino había sido dado por muerto semanas antes, lo que les lleva hasta una secta de practicantes de vudú que realizan sus extraños rituales en un apartado refugio natural del norte de Nueva York.